# Nyctibates corrugatus
A Nyctibates corrugatus a kétéltűek (Amphibia) osztályába, a békák (Anura) rendjébe és az Arthroleptidae családba tartozó Nyctibates nem monotipikus faja.

## Elterjedése
A faj Kamerunban, Egyenlítői-Guineában és  Nigériában honos, 900 méteres tengerszint feletti magasság alatt. Természetes élőhelye párás de nem mocsaras altalajú, zárt lombozatú, magas fákkal borított erdők és dombos vidékek. Gyors vizű, sziklás, tiszta vízfolyásokban szaporodik.

## Természetvédelmi helyzete
A fajra nézve jelenleg nincs jelentős fenyegetés. Megtalálható a nigériai Cross River Nemzeti Parkban, a kameruni Korup Nemzeti Parkban, az egyenlítői-guineai Monte Alen Nemzeti Parkban, és valószínűleg más védett területeken.